# الروبيات
قرية الروبيات هي إحدى القرى التابعة لمركز طامية في محافظة الفيوم في جمهورية مصر العربية. حسب إحصاءات سنة 2006، بلغ إجمالي السكان في الروبيات 10966 نسمة، منهم 5720 رجل و5246 امرأة.